# Sciacca
Sciacca er en italiensk havneby ved Middelhavet i provinsen Agrigento på den sydligvestlige del af Siciliens kyst.